# Martin Vyskoč
Martin Vyskoč (Liptovský Mikuláš, 10 giugno 1977) è un ex calciatore slovacco, di ruolo centrocampista.

## Carriera

### Nazionale
Nel 2000 ha partecipato, insieme alla selezione slovacca, ai Giochi della XXVII Olimpiade di Sydney.